# Jacinto do Prado Coelho
Jacinto Almeida do Prado Coelho GOSE (Santa Isabel, Lisboa, 1 de setembro de 1920 – São Sebastião da Pedreira, Lisboa, 19 de maio de 1984) foi um crítico literário, ensaísta e professor universitário português.

## Biografia
Jacinto Almeida do Prado Coelho nasceu em 1 de setembro de 1920 na freguesia de Santa Isabel, em Lisboa. Era filho do professor de liceu António Diogo do Prado Coelho, natural de Lisboa (freguesia da Pena), e de Palmira Almeida do Prado Coelho, natural de Lamego (freguesia de Almacave).
Em 1941 conclui a licenciatura em Filologia Românica na Faculdade de Letras da Universidade de Lisboa. Em 1943, inicia ali uma carreira académica a cujo topo ascende em 1953, altura em que se torna catedrático titular de Literatura Portuguesa Moderna.
A 28 de abril de 1943, casou na igreja de São Mamede, em Lisboa, com Dália dos Reis Almeida, também licenciada em Filologia Românica e professora do ensino secundário e também de 22 anos, natural de Lisboa (freguesia de São Mamede), filha de Adelino Gonçalves de Almeida, comerciante, natural de Oliveira de Frades (Lafões), e de Deolinda Amélia dos Reis de Almeida, natural de Lisboa (freguesia de Santa Engrácia). Deste casamento nasceu Eduardo Prado Coelho.
Jamais abandonará posições de assinalável destaque nos principais organismos encarregues do estudo e divulgação da língua portuguesa: presidente da direcção do Centro de Estudos Filológicos entre 1954–1965; sócio correspondente (a partir de 1955) e efectivo (depois de 1962) da Academia das Ciências de Lisboa, instituição que o nomeia responsável pela comissão de redacção do seu Dicionário de Língua Portuguesa e o faz chegar a presidente da direcção no ano de 1972. Mas é o interesse pelos escritores portugueses que estruturará o essencial da actividade de investigador de Prado Coelho.

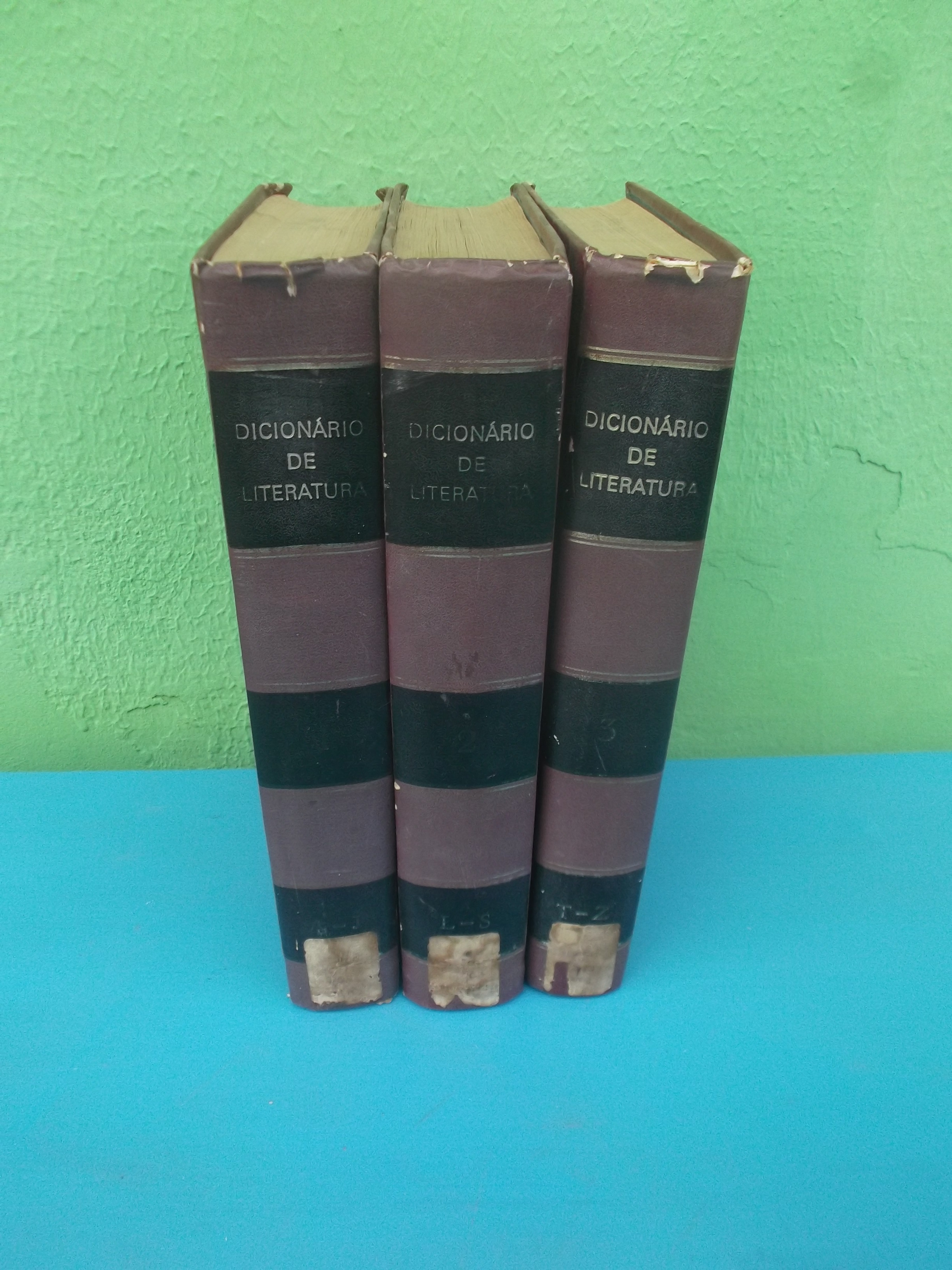
Dicionário de Literatura, uma das obras do autor, em uma biblioteca municipal, no Brasil

Verificável desde logo na tese de doutoramento, apresentada em 1947 e que traz o título Introdução ao Estudo da Novela Camiliana. Colabora no n.º 52, Maio de 1947, da revista Mundo Literário (1946–1948) com a crítica "Camilo romântico" e também se encontra colaboração da sua autoria nas revistas Litoral (1944–1945) e Atlântico. Ainda de Camilo Castelo Branco será ainda, a partir de 1965, responsável pela edição das Obras, com mais de seis dezenas de volumes publicados até final da década de setenta. E mais dois outros nomes de primeira água do panorama literário captam a sua atenção de estudioso e divulgador. A Fernando Pessoa dedica um ensaio seminal intitulado Diversidade e Unidade em Fernando Pessoa — impresso pela primeira vez em 1947. O outro autor é Teixeira de Pascoaes, sobre quem redige vários artigos, responsabilizando-se ainda pela organização e anotações críticas das suas Obras Completas. E muitos mais escritores, dos quais cumpre destacar Camões, Garrett, Eça de Queirós ou Fialho de Almeida, foram alvo da sua atenção crítica.
O trabalho académico de Prado Coelho espelha preocupações muito próprias da agenda da investigação europeia a partir do segundo pós-guerra. As reflexões consagradas à estilística, história, literatura comparada ou mesmo à teoria literária — neste particular as teses da chamada estética da recepção vão levá-lo a organizar na Faculdade de Letras um seminário sobre Sociologia da Leitura — serão uma constante ao longo da sua vida, em paralelo com a sistemática organização de um discurso pedagógico sobre o ensino da literatura. Entre 1975 e 1984 dirige a revista Colóquio/Letras, editada pela Fundação Gulbenkian.
Foi presidente da Sociedade Portuguesa de Escritores quando, em 1965, ocorre o lance mais dramático da vida da agremiação: sanciona a atribuição de um prémio a Luandino Vieira, declarado opositor angolano do regime salazarista que se encontrava detido no Tarrafal, razão bastante para as autoridades políticas procederem ao encerramento das instalações da Sociedade e prenderem três membros do júri, a par de vandalização da sede da organização.
Jacinto do Prado Coelho morreu na manhã de 19 de Maio de 1984, vítima de cancro, na sua residência, na Rua Marquês de Fronteira, n.º 131, 5.º esquerdo, freguesia de São Sebastião da Pedreira, em Lisboa. Foi sepultado no Cemitério dos Prazeres.
A Câmara Municipal de Lisboa homenageou o filólogo dando o seu nome a uma rua em Telheiras Norte.

## Obras
- Diversidade e Unidade em Fernando Pessoa, 1949[12]
- Dicionário de Literaturas Portuguesa, Galega e Brasileira, 1960[13]
- A Originalidade da Literatura Portuguesa, 1977[14]
- Antologia da Ficção Portuguesa Contemporânea, 1979[15]

## Prémios e homenagens
- Em 1983 foi feito Grã-Cruz da Ordem da Instrução Pública, em 3 de agosto.[16]
- Em 1984 foi feito Grande-Oficial da Ordem Militar de Sant'Iago da Espada‎, a 19 de setembro.[16]